# مقاطعة براون (إنديانا)
مقاطعة براون (بالإنجليزية: Brown County, Indiana)‏ هي إحدى مقاطعات ولاية إنديانا في الولايات المتحدة. تأسست سنة 1836، بلغ عدد سكانها 15242 نسمة في عام 2010 حسب إحصاء مكتب تعداد الولايات المتحدة وتصل الكثافة السكانية فيها 18.85 نسمة/كم2.

## أعلام
- تشاك تايلور

## وصلات خارجية
- United States Counties